# Araphura cuspirostris
Araphura cuspirostris är en kräftdjursart som beskrevs av Masahiro Dojiri och Jürgen Sieg 1997. Araphura cuspirostris ingår i släktet Araphura och familjen Tanaellidae. Inga underarter finns listade i Catalogue of Life.